# Leendert Pieterse

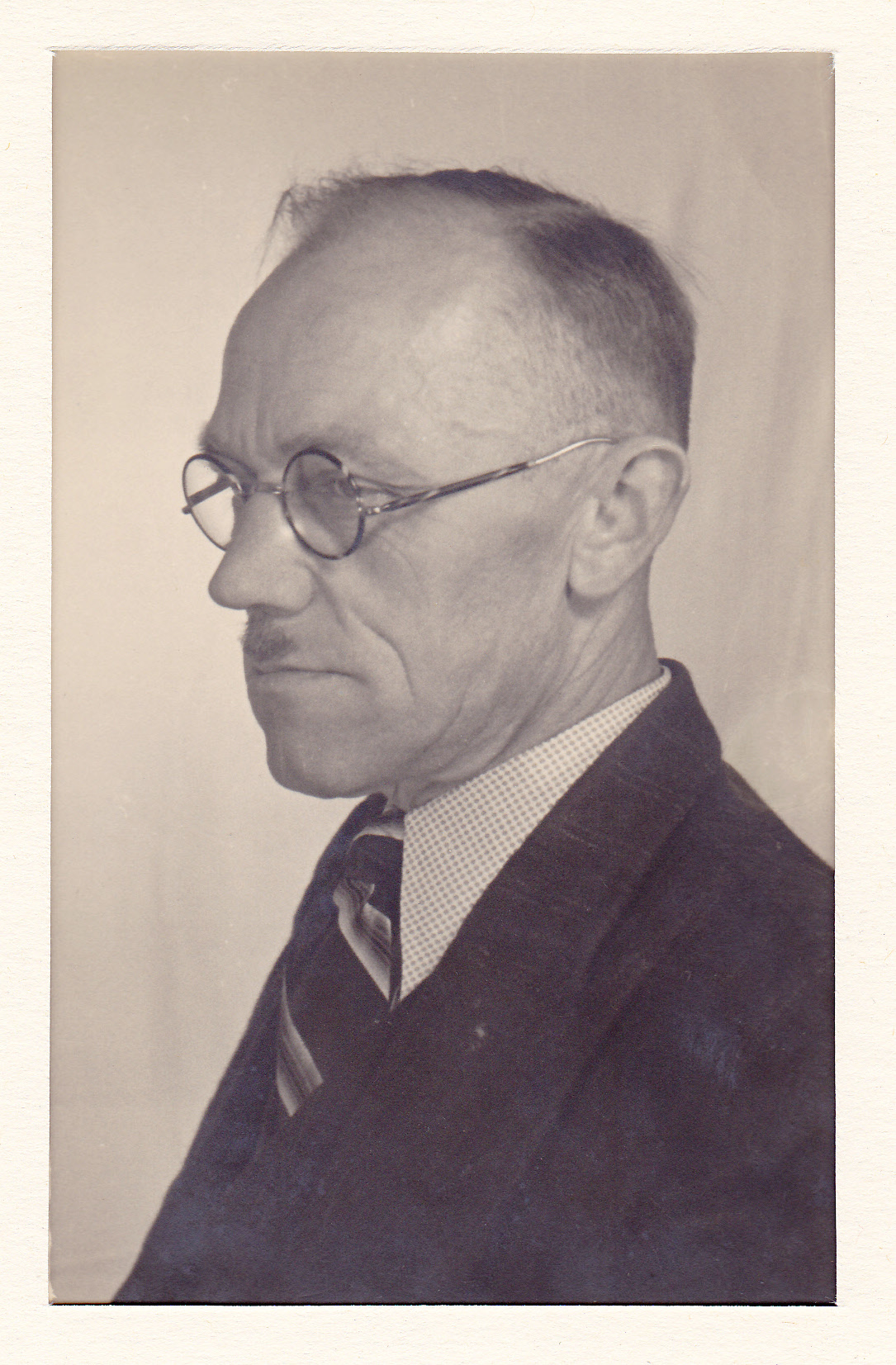
Portret Leendert Pieterse

Leendert Pieterse (Vinkeveen en Waverveen, 13 maart 1894 – Tijdens transport vanuit kamp Sachsenhausen, 4 april 1945) was een Nederlandse verzetsstrijder in de Tweede Wereldoorlog.

## Leven en werk
Pieterse werd geboren in een katholiek gezin met tien kinderen. Zijn vader Johannes was net als zijn opa Marinus smid van beroep, moeder was Marijtje Turk. De familie Pieterse kwam uit het Groene Hart en had daar diverse smederijen. Aangezien het werk in de smederijen steeds minder werd, besloot Leendert een andere weg in te slaan en werd huisschilder.
Op 30 augustus 1916 trouwde hij met de 3½ jaar oudere Cornelia Haster uit Haarlemmermeer. Het pas getrouwde stel woonde eerst nog in Leiden en Sassenheim maar vanaf juli 1928 kwamen ze terecht in Anna Paulowna aan de Zandvaart 40. Hier leerde hij ook Cees Colijn kennen: een van zijn buren waar hij later veel mee zou samenwerken.
Het gezin bestond uit Leendert, Cornelia en vier kinderen; Johannes (1917–1996), Jacobus (1919–1974), Leendert (1923–2004) en Cornelis (1928–2004).

## Tweede Wereldoorlog
De Tweede Wereldoorlog was inmiddels aangebroken. Vanuit zijn Protestantse geloof en omdat hij het absoluut niet eens was met de Duitse onderdrukking en bezetting besloot hij eind 1941, net als zijn buurman Cees Colijn, in het verzet te gaan. Pieterse maakte onder andere pamfletten en hielp mensen die zich voor de Duitsers verborgen moesten houden. Hij was vaak nachten lang op pad om voor de Landelijke Organisatie voor Hulp aan Onderduikers mensen op te vangen en onder andere in de Wieringermeer onder te brengen.
In 1943 verhuisde het gezin naar de Zandvaart 112 in Breezand. Hier had Pieterse een werkplaats laten bouwen, en bij de voordeur was door hem een opvallend glas-in-loodraam gemaakt met een papegaai erin. Niet alleen bracht hij onderduikers naar adressen toe waar ze konden onderduiken, ook verstopte hij zelf onderduikers in zijn huis, meestal op de zolder van de werkplaats omdat deze onderduikers niet direct vervoerd konden worden naar elders. Dit werk deed hij samen met Cees Colijn en Cees Weeda.

## Verraden
Op 19 oktober 1943 waren Pieterse, Colijn en Weeda onderweg naar Hoorn voor een vergadering van de Landelijke Organisatie.
Zodra ze aankwamen in Hoorn werden ze gearresteerd samen met nog twaalf anderen door de SD. Ze waren verraden door de NSB.
Deze arrestatie kreeg verschrikkelijke gevolgen zowel voor Leendert zelf als zijn gezin. Het gezin wist natuurlijk niet waarom Leendert niet thuis kwam en wat er aan de hand was. Pieterse kwam in eerste instantie vier weken lang terecht in de beruchte Weteringschans gevangenis in Amsterdam waar hij 4 weken lang is gemarteld. Hier vandaan ging hij op transport naar Kamp Vught waar hij ongeveer zes maanden verbleef. 
Vanuit kamp Vught werd hij getransporteerd naar kamp Sachsenhausen waar hij op 9 april 1944 aankwam. In februari 1945 werd hij getransporteerd naar kamp Buchenwald. Weeda heeft hier ook de dood gevonden. Vanwege uitputting werd Pieterse tijdens het transport middels een nekschot afgemaakt. Niemand weet of en waar hij begraven is. Een lotgenoot op het zelfde transport zat zag alles gebeuren, en kwam levend aan in Kamp Buchenwald. Vier dagen later werd dit kamp bevrijd. Deze lotgenoot kwam in juni 1945 aan in Breezand en bracht daar het bericht aan de vrouw en kinderen van Leendert.

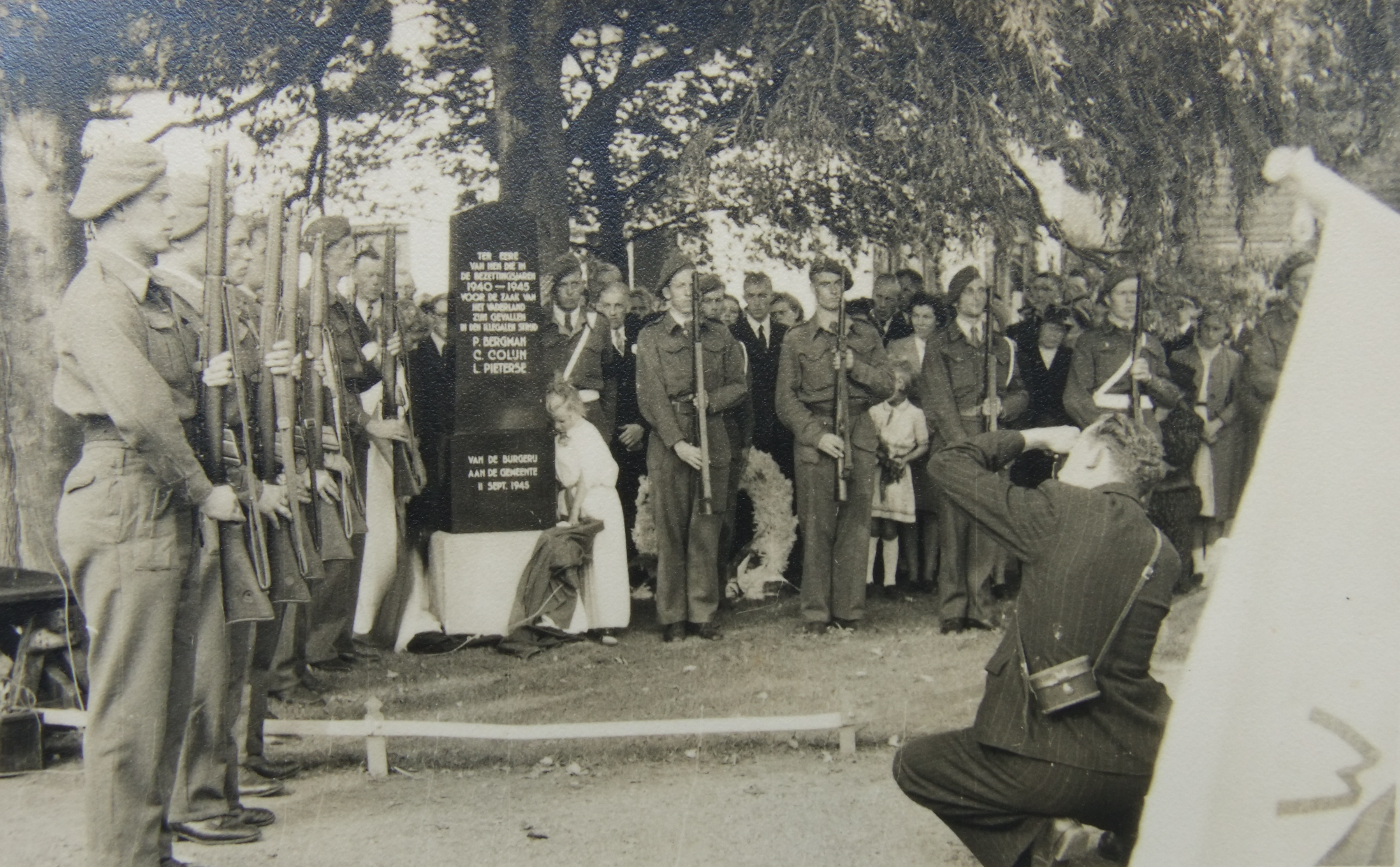
Onthulling van het tijdelijke monument in Anna Paulowna

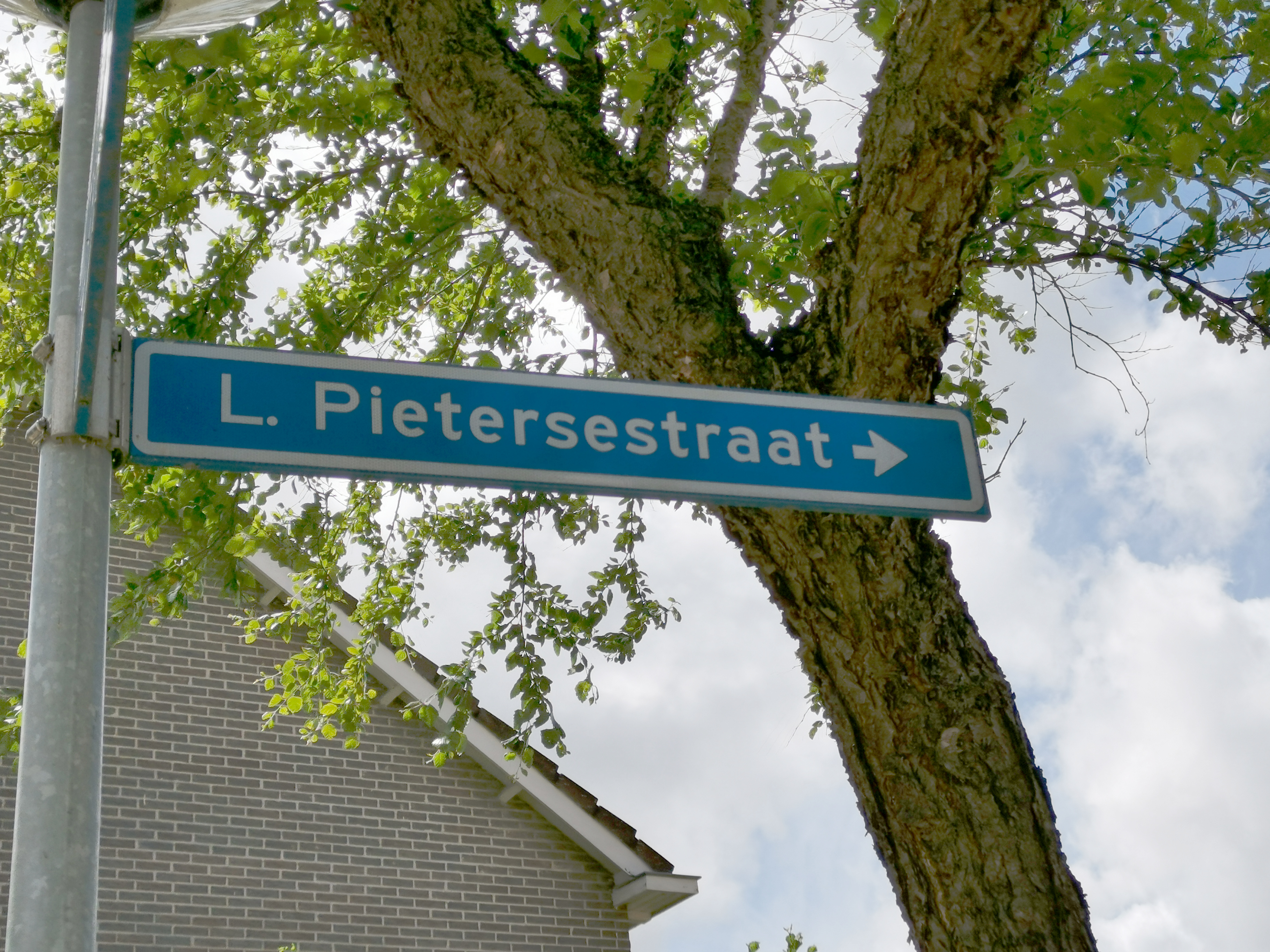
Leen Pietersestraat in Breezand

## Nagedachtenis
Dat Pieterse veel heeft gedaan in het verzet en voor zijn omgeving blijkt uit meerdere dingen: om te beginnen werd in Anna Paulowna op 11 september 1945 een tijdelijk monument onthuld door zijn zoons Jacobus en Johannes. Samen met Dhr. Bergman en Colijn staat de naam van Leendert op dit monument. Ook kwam er in Breezand de Leen Pietersestraat. Tevens staat Leendert vermeld op de Erelijst van Gevallenen en in het Gedenkboek 2 van Kamp Buchenwald.